# Ben Gastauer
Ben Gastauer (nascido em 14 de novembro de 1987, em Dudelange) é um ciclista luxemburguês, que atualmente compete para a equipe AG2R La Mondiale.